# Jay-Z
Шон Кори Картер (енгл. Shawn Corey Carter; Бруклин, 4. децембра 1969), познатији под уметничким именом Џеј-Зи (енгл. Jay-Z), амерички је хип хоп извођач и бизнисмен. Један је од финансијски најуспешнијих хип хоп уметника и интерпретатора у САД, чије се богаство процењује на више од милијарду долара. Као соло извођач, продао је преко 30 милиона примерака албума у САД, освајајући притом неколико награда Греми за свој рад у музици.
Џеј-Зи је сувласник ланца спортских барова под именом „The 40/40 Club”, као и НБА кошаркашког клуба Бруклин нетси, а поседује и сопствену модну марку под називом Рокавер (енгл. Rocawear).
Био је генерални директор дискографске куће Деф џем рекордингс (енгл. Def Jam Recordings), затим је постао један од тројице оснивача Рокафела рекордса (енгл. Roc-A-Fella Records), а пре извесног времена основао је и сопствену продукцијску кућу Рок нејшон (енгл. Roc Nation).
Џеј-Зи је и тренутни рекордер са највише албума „број један” на америчкој  топ-листи албума.
Поред свих досадашњих финансијских и музичких успеха, Џеј-Зи је — нажалост — познат и по сукобу са репером Насом; сукоб је окончан мирним путем 2005. године.
Џеј-Зи се оженио певачицом Бијонсе 4. априла 2008. године.

## Почеци
Џеј-Зи потиче из сиромашног краја Бефорд—Стајвесант који се налази у близини Бруклина (Њујорк, САД). Отац га је напустио врло рано, а са 12 година упуцао је рођеног брата у раме зато што му је овај украо накит. Променио је неколико средњих школа, али ни једну није завршио и никада није стекао диплому. У својим песмама он чак алудира на то да је као млад био умешан у препродају дроге.
Глорија Картер, Џеј-Зијева мајка, сведочи да је он прве кораке у музици направио још као мало дете, у кухињи, ударајући посуђем о сто и тако производећи различите звукове. Једном приликом му је за рођендан поклонила касетофон и тиме још више пробудила његово интересовање за музику. Почео је да репује у „слободном стилу”, пише песме и прати све популарне извођаче тог доба.
У комшилуку су га звали „Џези” (енгл. Jazzy), што се касније претворило у његово уметничко име. Надимак представља и омаж његовом музичком ментору Џез-Оу (енгл. Jaz-O).
Џеј-Зијеви први прави музички подухвати везују се за касне ’80-е када је добио прилику да гостује на музичким пројектима свог првог ментора Џез-Оа. Раних ’90-их се изборио за свој први музички уговор, надмашивши тада још увек непознатог а данас веома популарног ЛЛ Кул Џеја (енгл. LL Cool J). Широј јавности је постао познат 1994. године, када се као гост појавио у песми Биг Деди Кејна (енгл. Big Daddy Kane) под називом Show and Prove, која је касније уврштена и на Кејнов албум Daddy's Home. Године 1995. гостовао је и у популарној песми Биг Ела (енгл. Big L) Da Graveyard, као и у песми Мика Џеронима (енгл. Mic Geronimo) Time to Build заједно са Ди Ем Ексом (енгл. DMX) и Џа Рулом (енгл. Ja Rule).
Џеј-Зијев први званични самостални реп сингл зове се I Can't Get With That, за који је био урађен и спот.

## Музичка каријера

### 1996—1997:Reasonable DoubtиIn My Lifetime, Vol. 1
На почетку професионалне музичке каријере, Џеј-Зију није ишло од руке. Ниједна озбиљна дискографска кућа није хтела да му понуди уговор о сарадњи. Стога, он заједно са Дејмоном Дешом (енгл. Damon Dash) и Каримом Бигсом (енгл. Kareem Biggs) оснива сопствену дискографску кућу Рокафела рекордс (енгл. Roc-A-Fella Records).
Након склапања уговора са Прајоритијем (енгл. Priority) о издавању музичког материјала, Џеј-Зи 1996. године објављује свој први самостални албум Reasonable Doubt са специфичним звуком, који су продуцирали већ доказани ди-џеј Премијер (енгл. DJ Premier) и супер ди-џеј Кларк Кент (енгл. Super DJ Clark Kent), са незаборавним гостовањем Ноториус Бига (енгл. The Notorious B.I.G.).
Упркос чињеници да је на америчкој топ-листи албума Билборд 200 (енгл. Billboard 200) овај албум заузео само 23. место, оцењен је као веома добар од стране критике. Албум је добио и свој платинасти тираж, а часопис Ролинг стоун (енгл. Rolling Stone) уврстио га је на 248. место листе 500 најбољих албума свих времена.
Након потписивања новог уговора са дискографском кућом Деф џем (енгл. Def Jam) 1997. године, Џеј-Зи објављује албум In My Lifetime, Vol. 1, под продуцентским надзором Шона „Паф Дедија” Комбса (енгл. Sean "Puff Daddy" Combs), који је постигао много већи комерцијални успех од претходног албума. Иначе, Џеј-Зи је касније објаснио како је албум стваран у тешким тренуцима, када се суочавао са изненадним губитком блиског пријатеља Ноториус Бига.
Албум In my lifetime Vol. 1 одликују комерцијалнији звукови, што му је донело још више нових поштовалаца, али је и разочарало оне старе који су га оптужили да се „јефтино продао” комерцијали. Овај албум је, такође, достигао платинасти статус у САД.

### 1998—2000:Vol. 2..., оптужбе за бављење криминалом и вртоглави успех
Године 1998. Џеј-Зи објављује свој трећи албум Vol. 2... Hard Knock Life, који је лансирао до тада његов највећи хит Hard Knock Life (Ghetto Anthem).
Песме са овог остварења које су се нашле на топ-листама су Can I Get A... те Nigga What, Nigga Who.
Vol. 2 је постао Џеј-Зијев најкомерцијалнији и најпродаванији албум до тада. Тираж је процењен на преко пет милиона продатих примерака. Награђен је и Гремијем, упркос томе што је Џеј-Зи бојкотовао церимонију доделе јер његов блиски пријатељ Ди Ем Екс није био номинован за исту награду.
Албум Vol. 3... Life and Times of S. Carter издат је 1999. године као наставак претходног албума и био је продат у три милиона примерака. Сингл који се издвојио је Big Pimpin. У децембру исте године Џеј-Зи се нашао у центру скандала када је на једној њујоршкој промоцији наводно избо ножем продуцента Ленса „Ан” Риверу (енгл. Lance "Un" Rivera). Упркос томе што је првобитно изјавио да то није истина и да није крив за рањавање Ривере, Џеј-Зи је осуђен на три године условне казне.
Албум The Dynasty: Roc La Familia излази 2000. године. Првобитно је био замишљен као компилацијски албум свих ексклузиваца Рокафела рекордса, али је у рафове музичких продавница ипак стигао као Џеј-Зијев самостални албум. Овај албум је потпомогао афирмисање тада анонимних а данас веома успешних и познатих продуцената и извођача као што су Нептјунс, Џаст Блејз, Канје Вест и Бинк. Ово је уједно и први албум на коме је Џеј-Зи презентовао мало „мекши” звук у односу на своја претходна остварења. Тираж је само у САД достигао два милона продатих примерака.

### 2001—2002: Непријатељство са Насом,The BlueprintиThe Blueprint 2
Песму Takeover Џеј-Зи изводи на Самер џем (енгл. Summer Jam) фестивалу 2001. године, где је извређао репера Наса (енгл. Nas) и Продиџија (енгл. Prodigy) јер су му се претходно замерили. Односи између ових извођача су постали затегнути, посебно са Насом, јер у свакој следећој песми „блате” један другог. Сукоб двојице репера биће окончан тек након четири године.
Исте године Џеј-Зи објављује своје шесто музичко остварење The Blueprint, хит који и данас слови за један од највећих класика хип хоп музике. Иако је доспео на прво место топ-листе у САД, овај албум је ипак остао у сенци Напада 11. септембра 2001. на СТЦ. Албум је написан за само два дана, а као гости на истом се појављују Еминем као извођач и Канје Вест као продуцент. Песме које су се издвојиле су Izzo (H.O.V.A.), Girls, Girls, Girls, Jigga That Nigga и Song Cry.
The Blueprint 2: The Gift & the Curse је наредни албум који излази 2002. године, дебитујући на првом месту америчке топ листе албума, са незаборавним хитовима Excuce me Miss и Bonnie and Clyde — песма која је уједно и прва јавна сарадња са тадашњом девојком а сада супругом Бијонсе. Поред ње на албуму гостују и Фејт Еванс, Лени Кравиц, Канје Вест и Панџаби ем-си.

### 2003—2005:The Black Album, повлачење са сцене иCollision Course
који је изашао 2003. године био је најављен као Џеј-Зијев последњи албум. Синглови који су се издвојили били су What More Can I Say, Dirt Off Your Shoulder, Change Clothes и 99 Problems. The Black Album је продат у три милиона примерака у САД.
Године 2004. Џеј-Зи се повлачи са музичке сцене на три године. У међувремену је сарађивао са рок бендом Линкин парк (енгл. Linkin Park), а резултат тог рада је песма Numb/Encore, која је добила и награду Греми. Даља сарадња са Линкин парком резултовала је заједничким албумом Collision Course.
Исте године постаје и генерални директор дискографске куће Деф џем рекордингс.

### 2005—2007: „Изјављујем рат”,Kingdom ComeиAmerican Gangster
Џеј-Зи 27. октобра 2005. године у Њујорку одржава незаборавни концерт под називом „Изјављујем рат” (енгл. I declare war) и најављује свој повратак на сцену. Ово чини 2006. године албумом Kingdom Come, који је у САД продат у два милиона примерака. Медијски најзаступљенија песма са овог албума била је Show Me What You Got.
American gangster је десети самостални албум који Џеј-Зи објављује 2007. године. Гледајући филм истоименог назива у режији Ридлија Скота, добио је инспирацију да напише песме које говоре о његовом одрастању на улици. Овај албум је продат у милион примерака у САД.
Исте године објавио је да даје отказ на место председника дискографске куће Деф џем рекордингс.

### 2008—данас: Фестивали,The Blueprint 3
Током 2008. године Џеј-Зи је наступао на бројним фестивалима Гластонбери у Великој Британији, при чему је дошло и до медијске препирке са Ноелом Галагером из Оејзиса. Затим следе фестивали Роскилде у Данској, Хове у Норвешкој и О2 вајерлес у Енглеској. Објављује је да после ове турнеје започиње рад на новом албуму. Његов једанаести студијски албум The Blueprint 3 излази 8. септембра 2009. године. То је уједно и једанаести Џеј-Зијев албум који је доспео на прво место америчке топ-листе албума Билборд 200 и тиме оборио рекорд који је до тада држао Елвис Пресли.

## Пословни подухвати
Заједно са Дејмоном Дешом, Џеј-Зи је основао колекцију урбане одеће под именом „Рокавер” (енгл. Rocawear). Почетком 2006. након разлаза са суоснивачем, Џеј-Зи преузима овај посао, али већ следеће године продаје права на „Рокавер” остављајући себи одређени удео у компанији.
Џеј-Зи је и сувласник ланца спортских барова „40/40” (енгл. The 40/40 Club), који се налазе у Њујорку, Атлантик Ситију и Чикагу, а планира се и њихово отварање у Токију и Сингапуру.
Такође је сувласник и НБА кошаркашког клуба Бруклин нетси, а „шушкало” се да је хтео да купи и део енглеског фудбалског клуба Арсенал.
Инвестирао је и у некретнине, тачније у изградњу луксузних хотела.

## Приватни живот

### Веза са Бијонсе
Џеј-Зијева најпознатија веза је веза са америчком ритам и блуз певачицом Бијонсе, бившом чланицом групе Дестинис чајлд (енгл. Destiny's Child). Њих двоје су 2002. године снимили заједничку нумеру Bonnie & Clyde, а потом је Џеј-Зи гостовао у њеном хит синглу Crazy In Love као и у песми That's How You Like It са њеног дебитантског соло албума Dangerously in Love. На њеном другом албуму B'Day из 2006. године појавио се у хитовима Déjà Vu и Upgrade U.
Пар углавном избегава да прича о вези. Упркос томе што су стално на мети таблоида и папараца, прилично успевају у томе да свој приватни живот заштите. Магазин Тајм их је 2006. уврстио у 100 најутицајнијих парова на свету.
Пипл је 4. априла 2008. године објавио да су се Џеј-Зи и Бијонсе тајно венчали у Њујорку.

### Филантропија
У периоду када се повукао са музичке сцене, Џеј-Зи је почео да се бави хуманитарним радом. Упознао је Кофија Анана, генералног секретара УН, 2006. године у Њујорку. Обећао је да ће искористити своју надолазећу светску турнеју да подигне свест људи о проблему као што је глобални недостатак воде. Он сам је постао свестан тог проблема након посете Африци. Тим поводом је у сарадњи са УН-ом и МТВ-јем снимио документарац Diary of Jay-Z: Water for Life.
Са Шоном „Дидијем” Комбсом дао је милион долара америчком Црвеном крсту после урагана „Катрина”.

## Дискографија

### Студијски албуми
- (1996)
- (1997)
- (1998)
- (1999)
- (2000)
- (2001)
- (2002)
- (2003)
- (2006)
- (2007)
- (2009)

### Албуми издати као сарађивачки подухвати
- (1998)
- (2002)
- (2004)
- (2004)

### Компилацијски албуми
- (2001)
- (2002)
- (2003)
- (2003)
- (2006)
- Untitled Greatest Hits (2009)

## Филмографија
- (1998)
- (2000)
- (2002)
- (2003)
- (2004)